# Attagenus sparsutus
Attagenus sparsutus es una especie de coleóptero de la familia Dermestidae.

## Distribución geográfica
Habita en China, India, Nepal  y Tíbet.